# Tiruchirappalli
Tiruchirappalli (en tamoul : திருச்சிராப்பள்ளி ; en français : Trichirapali) aussi écrit Tiruchchirappalli, autrefois Trichinopoly, Trichenapaly ou Trichinapali, couramment connu comme Tiruchi (tamoul : திருச்சி) ou Trichy, est une grande ville du sud-est de l'Inde, située au centre de l'État du Tamil Nadu.
L'agglomération compte plus d'un million d'habitants, et est desservie par un aéroport international.

## Histoire
Tiruchirappalli était jadis une monarchie, dont le philosophe et mystique Tayumanavar (1705-1742) fut un temps ministre.
Pendant la seconde guerre des Boers, la ville accueillit un camp de concentration de l'Empire britannique.

## Géographie

### Situation
Tiruchirappalli est situé dans le centre sud-est de l'Inde, presque au centre géographique de l'État du Tamil Nadu.
Le delta du Cauvery commence à se former à 16 kilomètres à l'ouest de la ville où la rivière se divise en deux ruisseaux - le Kaveri et le Kollidam - pour former l'île de Srirangam.
Le barrage de Kallanai ou Grand Annicut, un des plus anciens barrages du monde encore en utilisation est situé non loin de la cité sur la route menant à Kumbakonam.

### Transports
La ville est desservie par l'aéroport international de Trichy, les principaux vols internationaux sont à destinations de Dubaï, Colombo, Kuala Lumpur, Penang et Singapour. Des vols intérieurs pour Chennai (Madras) partent également d'ici.
Tiruchirappalli a également une bonne connectivité routière, de nombreuses routes nationales passent par la ville dont la NH 210 la NH 38, la NH 67 et la NH 83.
Le cœur du Tamil Nadu est également bien desservi par le réseau ferroviaire indien, de nombreux trains relient la ville au reste de l'Inde.

## Économie
Trichy est une ville industrielle, qui travaille notamment le textile. C'est également une plaque tournante du secteur primaire, en effet, beaucoup de produits agricoles (fruits et légumes) et de produits miniers bruts et/ou transformés (ciment, lignite, ...) transitent par Tiruchi. Mais la cité se tourne rapidement vers les secteurs tertiaires et quaternaires afin de concurrencer et tenir tête d'autres métropoles du Tamil Nadu tel que Coimbatore, Tiruppur, Erode, Salem, Madurai, Thoothukudi et Tirunelveli.
Tiruchirappalli est également un grand centre ferroviaire abritant les ateliers mécaniques des Indian Railways à Ponmalai.

## Monuments

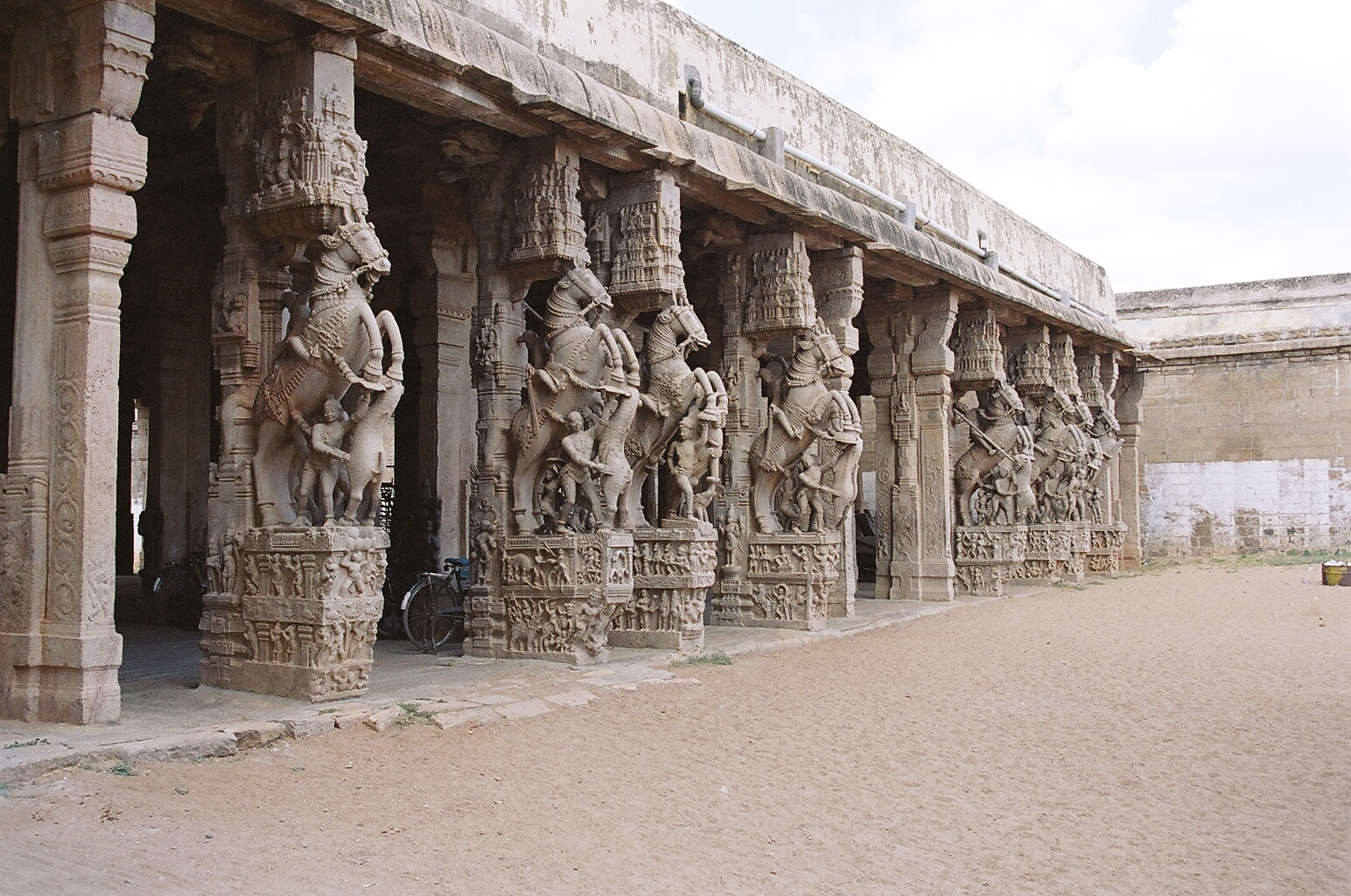
Piliers sculptés dans le complexe du temple de Sri Ranganathaswamy.

La ville est située en face de l'île de Srirangam, une petite localité célèbre pour le Temple de Ranganathaswamy, dédié à Ranganatha (en), la forme endormie et pensante de Vishnou couché sur le serpent Ananta.
L'île de Srirangam est également connue auprès des Shivaïtes grâce au Temple de Jambukeshwara.
Tiruchirappalli est également connu à travers le Tamil Nadu et au-delà grâce à son Fort de Tiruchirapalli (en), un fort d'une prouesse architecturale étonnante situé au-dessus d'une colline et abritant un temple dédié à Ganesh.
La vieille ville regorge également de nombreux temples hindous très anciens dont les plus grands datent du règne des Cholas. Il subsiste également des vestiges de l'ancienne capitale Chola d'Uraiyur, une ancienne ville désormais banlieue de Tiruchy.
La longue gouvernance des Nayaks de Tiruchirappalli et de Madurai ont laissé comme héritage le Palais Chokkanatha Nayak (en) (également connu sous le nom de Rani Mangammal Mahal), aujourd'hui utilisé pour abriter le Musée gouvernemental (Government Museum).